# Isabel de Viseu
D. Isabel de Viseu (Beja, 1459 - Lisboa, abril de 1521), era filha de Fernando de Portugal, 2º Duque de Viseu e 1º Duque de Beja, e de D. Beatriz, e era irmã do rei Manuel I de Portugal.
Casou em 1472 com Fernando II, 3º Duque de Bragança, do qual foi segunda mulher, mandado executar em 1483 por D. João II de Portugal. Morreu com a idade de 62 anos, em Lisboa em abril de 1521, sendo sepultada no Convento da Madre de Deus.

## Descendência
- D. Filipe (6 de julho de 1475 - 1483), que morreu em criança;
- D. Jaime, que foi 4.º Duque de Bragança (1479-1532);
- D. Dinis, que foi conde de Lemos por casamento (1481 - 9 de maio de 1516, Ourense), casado com D. Brites de Castro Osório, pais de Isabel de Lencastre;
- D. Margarida (? - junho de 1483).